# Idaea basinta
Idaea basinta là một loài bướm đêm trong họ Geometridae.